# Karin Bernadotte
Karin Emma Louise Bernadotte, född Nissvandt den 7 juli 1911 på Bondborns gård, Nora bergsförsamling, Örebro län, död 9 september 1991 i Eskilstuna (vid tidpunkten folkbokförd i Konstanz i Tyskland), var från 1951 till 1971 grevinna av Wisborg genom sitt äktenskap med den före detta svenska prinsen Lennart Bernadotte.
Karin Bernadotte var dotter till direktören och revisorn Sven Nissvandt och Anna-Lisa Lindberg samt genom halvsystern Gertrud Nissvandt svägerska först till Birger Mörner och sedan till Göran Mörner.
Hon gifte sig den 11 mars 1932 med Lennart Bernadotte, som då var arvfurste och prins i Sverige. Äktenskapet var inte godkänt av den svenske kungen, eftersom Karin Nissvandt var "enskild mans dotter" (dåvarande Successionsordningen). Efter bröllopet fick maken inte längre använda sina kungliga titlar. Hennes insatser att med maken, och egna initiativ, utveckla det gamla Mainau till en framgångsrik turistattraktion var betydande, men enligt maken hade hon psykiska problem som berodde på den behandling som paret utsattes för av det svenska hovet alltsedan de förlovade sig, och de skildes 1971. De fick barnen Birgitta (född 1933), Marie-Louise (1935–1988), Jan (1941–2021) och Cecilia (1944–2024).
Karin Bernadotte begravdes på södra kyrkogården i Flen i samma gravplats som svärfadern prins Wilhelm.